# Svetišče Afrodite Pafijske
Svetišče Afrodite Pafijske je bilo svetišče v starodavnem Pafosu na Cipru, posvečeno boginji Afroditi. Je tam, kjer se je zgodilo legendarno Afroditino rojstvo, zato ga imenujejo glavno Afroditino svetišče in je bilo stoletja romanje v starodavnem svetu. Ruševine svetišča so bile zaradi njihovega zgodovinskega verskega pomena leta 1980 vpisane na Unescov seznam svetovne dediščine.

## Zgodovina
Mesto Pafos je bilo sveto mesto za stare Grke, ki so verjeli, da je to kraj, kjer je Afrodita pristala, ko je vstala iz morja.  Po Pavzaniju (i. 14) je bilo njeno čaščenje uvedeno v Pafos iz Sirije in iz Pafosa v Kitero v Grčiji.
Kult je bil verjetno feničanskega izvora. Arheologija je ugotovila, da so Ciprčani pred prihodom Grkov častili boginjo plodnosti in razvili kult, ki je združeval vidike Egeja in vzhodne celine. Preden je to dokazala arheologija, je bilo ugotovljeno, da je bil kult Afrodite ustanovljen pred Homerjevim časom (okoli 700 pr. n. št.), saj sta Afroditin gaj in oltar v Pafosu omenjena v Odiseji (viii. 362).
Ženske figurice in obeski, najdeni v neposredni bližini, segajo v zgodnje 3. tisočletje pr. n. št. Temenos (kos zemlje, ločen od skupne rabe in posvečen bogu, svetišče, sveti gaj ali sveto območje) je bil dobro uveljavljen, preden so bile postavljene prve strukture v pozni bronasti dobi.
Svetišče je bilo zaprto med preganjanjem poganov v poznem Rimskem cesarstvu v 4. stoletju in je takrat delovalo tisoče let od pozne bronaste dobe:
Od takrat je obstajala neprekinjena kontinuiteta kulta do leta 391 našega štetja, ko je rimski cesar Teodozij I. prepovedal vse poganske vere in je svetišče propadlo v ruševine, v katerih ga najdemo danes. 

### Kultna dejavnost
Svetišče Afrodite Pafijske je bilo središče čaščenja boginje, ne samo za Ciper, ampak za ves egejski svet.
Cinyradae ali potomci Cinyrasa, feničanskega porekla, vendar grškega imena, so bili glavni duhovniki. Njihova moč in oblast sta bili zelo veliki; vendar je iz nekaterih napisov mogoče sklepati, da sta jih nadzorovala senat in zbor ljudstva. Tu je bilo tudi orakelj.  Le malo mest je bilo kdaj tako priljubljeno in poveličevano s strani pesnikov.

### Arhitektura
Svetišče je upodobljeno na mnogih rimskih kovancih iz obdobja Rimskega cesarstva od vladavine Vespazijana, pa tudi na prejšnjih in kasnejših, še posebej v slogu na tistih Septimija Severa.
Svetišče je uničil potres, a ga je Vespazijan ponovno zgradil.

### Arheologija
Ostanki obsežnega Afroditinega svetišča so še vidni, njegov obod pa označujejo ogromni temeljni zidovi.
Gustav Friedrich Hetsch, arhitekt iz  Københavna, je poskušal obnoviti stavbo na podlagi opisov kovancev in arheoloških ostankov.

### Sodobne omembe
Starodavni pisci pogosto omenjajo svetišče.
Homerske himne, napisane med 7. in 4. stoletjem pr. in lažno pripisani Homerju v antiki, omenjajo svetišče v himni 5 Afroditi:
[Afrodita] je odšla na Ciper, v Pafos, kjer je njeno območje in dišeči oltar, in vstopila v svoj dišeči tempelj.
Strabon ga je opisal:
Palaipafos [na Cipru], ki je zadnji približno deset stadijev nad morjem, ima privezišče in starodavni tempelj Afrodite Pafijske. Nato [za tem] do rta Zefiria, s pristaniščem, in do druge Arsinoe, ki ima prav tako pristanišče, tempelj in sveto območje. In malo stran od morja je Hierokepis. Nato v Pafos, ki ga je ustanovil Agapenor in ima tako pristanišče kot dobro zgrajene templje. Od Palaifafosa je po kopnem oddaljen šestdeset stadijev; in na tej cesti moški skupaj z ženskami, ki se tukaj zberejo tudi iz drugih mest, priredijo letno procesijo v Palaipaphos. . . Nato [za tem] v mesto Soloi s pristaniščem in reko ter templjem Afrodite in Izide.
Pavzanij je opisal svetišče:
Po zavzetju Troje je nevihta, ki je prehitela Grke ob vrnitvi domov, odnesla Agapenorja in arkadijsko floto na Ciper, tako da je Agapenor postal ustanovitelj Pafosa in zgradil Afroditino svetišče v Palaipafosu (Stari Pafos). Do takrat so boginjo častili Kiprijani v okrožju, imenovanem Golgoi.
Tacit je opisal oltar in anikonični črni kamen, ki so ga častili v svetišču, kot simulaker Venere:
Kri se ne sme preliti na oltar, ampak se daruje samo z molitvami in čistim ognjem. Oltarja nikoli ne zmoči noben dež, čeprav je na prostem. Upodobitev boginje ni v človeški podobi, ampak je krožna gmota, ki je v dnu širša in se kot obračalni drog dviga do majhnega oboda na vrhu. Razlog za to je nejasen.
Omenil ga je tudi Apulej v Zlatem oslu:
Tebe [Afrodito] častijo v z valovi oblitem svetišču Pafos.